# 红花悬钩子
红花悬钩子（学名：Rubus inopertus）是蔷薇科悬钩子属的植物。分布于越南、臺灣與中国大陆的湖北、湖南、云南、广西、陕西、四川、贵州等地，生长于海拔800米至2,800米的地区，常生于山地密林边、沟谷旁或山脚岩石上。

## 变种
- 刺萼红花悬钩子（学名：Rubus inopertus var. echinocalyx）为蔷薇科悬钩子属下的一个变种。本变种与原变种区别在于花萼外面具针刺。产于云南。